# 短胸蓑鮋
短胸蓑鮋（學名：Pterois brevipectoralis），為鮋科蓑鮋屬的其中一種，熱帶海水魚，分布於西印度洋10°02'S, 61°37'E海域，棲息深度70-80公尺，棲息在底中層水域，生活習性不明。

## 扩展阅读
维基共享资源上的相關多媒體資源：短胸蓑鮋
 維基物種上的相關：短胸蓑鮋